# Молодіжна антисексуальна ліга (1984)
Молодіжнна антисексуальна ліга (англ. Junior Anti-Sex League) — одна з громадських організацій, згаданих у романі-антиутопії «1984» Джорджа Орвелла. Члени молодіжної антисексуальної ліги проповідували повну цнотливість (целібат) для обох статей. Зачаття дозволялося лише шляхом штучного запліднення (іскос новомові), у громадських пунктах. Активісти Моложіжної анисексуальної ліги мали роздавати літературу та розклеювати листівки з метою просування ідей союзу, брати участь у ходах з транспарантами.

## Емблема
Як розпізнавальний знак члени організації носили червоний пояс ( пояс) навколо талії. Червоний пояс — емблема Молодіжної антисексуальної ліги туго обгорнутий кілька разів навколо талії комбінезону.
Вінстон знав, що ця вимога висували не зовсім серйозно, але загалом вона вписувалася в ідеологію партії. Партія прагнула вбити статевий інстинкт, а якщо убити не можна, то хоча б перекрутити і забруднити. Навіщо це треба, він не розумів: але й дивуватися тут не було чому. Що стосується жінок, партія в цьому значно досягла успіху.

## Структура
Ієрархічна структура Молодіжної антисексуальної ліги передбачала наявність рядових членів та керівників різного рівня. У книзі згадується товариш Огілві, котрий у 17 років став районним керівником організації.

## Інтерпретація
Источники советского времени сравнивали союз с существовавшими организациями СССРВ частности, прообразом назывался Комсомол.
1. 1 2  Вовченко О. М. Архівована копія. Архівовано з джерела 15 січня 2021
2. ↑  Даг О. Джордж Оруэлл: 1984 -- Первая (рос.). orwell.ru. Архів оригіналу за 25 березня 2022. Процитовано 20 жовтня 2018.
3. 1 2  Архівована копія. Архівовано з джерела 15 січня 2021